# Parabola GNU/Linux-libre
Parabola GNU/Linux-libre este un sistem de operare pentru arhitecturile i686, x86-64 și ARMv7 .  Se bazează pe multe dintre pachetele de la Arch Linux și Arch Linux ARM,  dar se distinge de el oferind doar software liber. Include componentele sistemului de operare GNU comune multor distribuții Linux și nucleul Linux-libre în locul nucleului Linux generic.  Parabola este listată de Fundația pentru Software Liber ca un sistem de operare complet liber, conform Regulilor de distribuție liberă a sistemului.  
Parabola folosește un model de lansare de tip "rolling release" precum Arch, astfel încât o actualizare regulată a sistemului este tot ceea ce este necesar pentru a obține cel mai recent software. Dezvoltarea se concentrează pe simplitatea sistemului, implicarea comunității și utilizarea celor mai recente pachete software libere.

## Istorie
Această distribuție a fost propusă inițial de membrii  canalului IRC gNewSense în 2009. Membrii diferitelor comunități Arch Linux, în special membrii vorbitori de spaniolă, au început dezvoltarea și întreținerea software-ului și a documentației proiectului. 
Pe 20 mai 2011, distribuția Parabola a fost recunoscută ca un proiect complet liber de către GNU, făcând-o parte din lista Fundației pentru software liber de distribuții libere. 
În februarie 2012, Dmitrij D. Czarkoff a revizuit Parabola pentru OSNews . Czarkoff a raportat că pe calculatorul său de testare au apărut o serie de probleme hardware, din cauza lipsei de firmware liber. El a spus „Asta înseamnă că multe dispozitive nu sunt suportate de către Parabola. De exemplu, după ce l-am instalat pe netbook-ul meu Acer Aspire One 531h, nu am putut folosi modulul meu bluetooth Broadcom și adaptorul Intel WiFi/WiMax Link 5150. (Îmi mai pot folosi HTC Magic cu un ROM personalizat Gingerbread ca modem USB 3G/WiFi, dar totuși, e destul de enervant să ai  ceva mereu conectat la portul USB al unui laptop și în special al unui netbook.)" Czarkoff a criticat și lipsa documentației disponibile pentru Parabola. El a tras concluzia că „Impresia generală a experienței utilizatorului Parabola GNU/Linux se potrivește exact cu cea a Arch Linux-ului: un sistem care este ușor de instalat și de configurat și care are o bună alegere de pachete de software libere. Deși lipsa documentației strică experiența utilizatorului, resursele Arch Linux pot fi folosite pentru a configura și extinde în continuare distribuția. Dacă hardware-ul meu ar permite, probabil că aș rămâne cu Parabola.”  
Parabola obișnuia să aibă un port mips64el pentru a oferi suport pentru procesorul chinezesc Loongson folosit în laptopul Lemote Yeeloong. Parabola nu mai oferă acest port din lipsă de resurse și de interes, iar activitatea finală a fost văzută în iulie 2014. 
Robert Rijkhoff a evaluat Parabola GNU/Linux pentru DistroWatch în septembrie 2017. 

## Diferențele față de Arch și Arch ARM

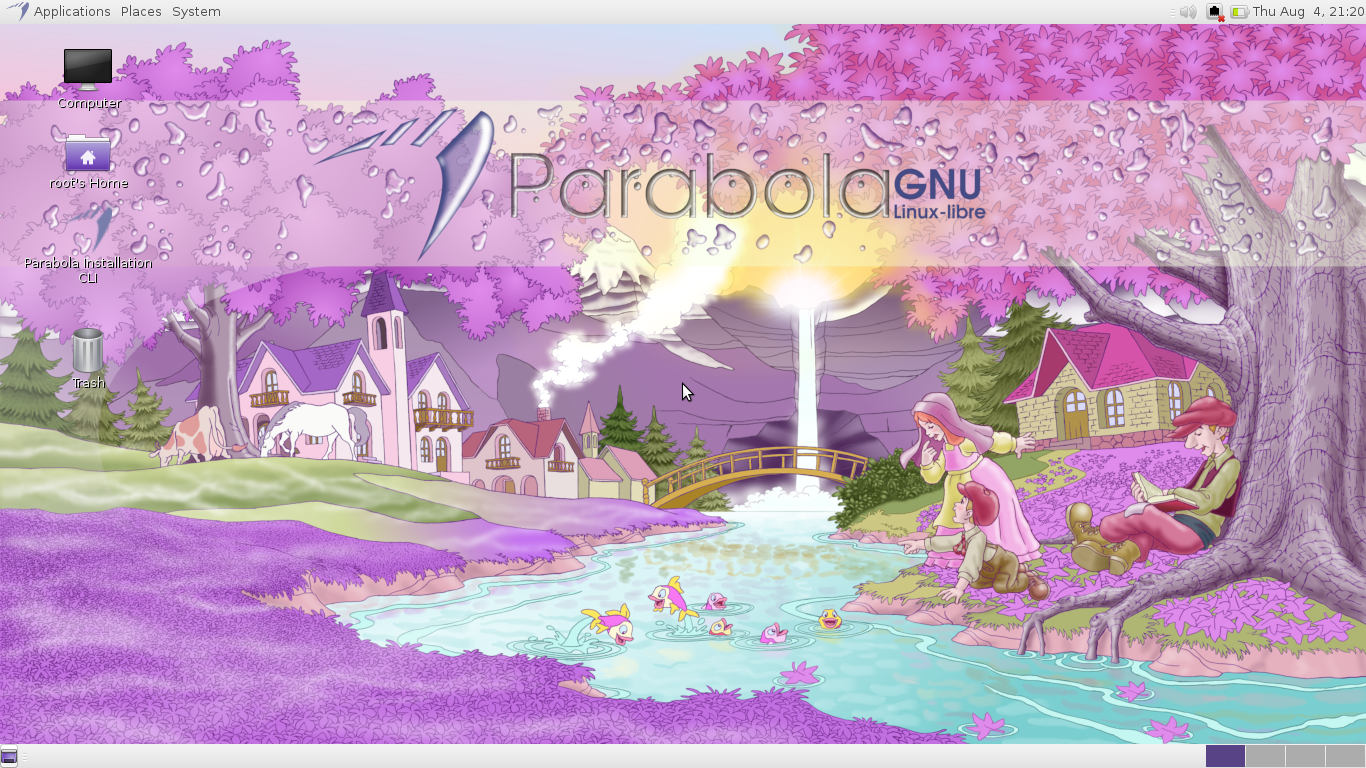
Parabola GNU/Linux-libre rulând mediul desktop MATE

Proiectul folosește doar software liber din depozitele oficiale Arch pentru arhitecturile i686 și x86-64 și depozitele oficiale Arch ARM (cu excepția [alarm] și [aur]) pentru ARMv7. Înlocuiește programele propietare cu alternative libere atunci când este posibil, cum ar fi nucleul Linux-libre în loc de nucleul Linux generic.
Procesul de filtrare elimină aproximativ 700 de pachete software din depozite care nu îndeplinesc cerințele Definiției Software-ului Liber pentru fiecare arhitectură. 

### Contractul social
Parabola a stabilit un Contract Social . Contractul social Parabola angajează proiectul comunității software-ului liber (vizându-se ca fiind doar concurând împotriva sistemelor nelibere), culturii libere, democrației și să urmeze filosofia Arch.  În cadrul acordului sunt incluse Ghidurile de distribuție a sistemelor libere GNU.

### Procesul de instalare
Există două moduri de a instala Parabola, fie de la zero folosind imagini ISO instalabile, fie migrând dintr-un sistem existent bazat pe Arch. Ultimul proces este aproape la fel de simplu ca trecerea la lista de depozite Parabola.

### TalkingParabola
TalkingParabola este un CD de instalare bazat pe TalkingArch . Este o reluare a imaginii ISO Parabola modificată pentru a include vorbirea și ieșirea braille pentru utilizatorii orbi și/sau cu deficiențe de vedere. TalkingParabola păstrează toate caracteristicile imaginii live Parabola, dar adaugă pachete de vorbire și braille pentru a permite utilizatorilor nevăzători și cu deficiențe de vedere să instaleze Parabola fără ochi. 

## Mascote
Comunitatea Parabola a creat o serie de mascote pentru proiect. Mascotele sunt un gnu și o mâță pe nume „Bola”, care este concepută după principalele caracteristici ale Parabola: „elegant, minimalist și ușor”. 